# Liste der Monuments historiques in Fillières
Die Liste der Monuments historiques in Fillières führt die Monuments historiques in der französischen Gemeinde Fillières auf.

## Liste der Objekte
| Bezeichnung               | Beschreibung                                           | Standort                        | Kennzeichnung | Schutzstatus | Datum | Bild |
| ------------------------- | ------------------------------------------------------ | ------------------------------- | ------------- | ------------ | ----- | ---- |
| Kreuzigungsgruppe         | Eichenholz, farbig gefasst, Mitte des 18. Jahrhunderts | in der Kirche St-Maurice (Lage) | PM54001541    | Inscrit      | 1996  |      |
| Skulptur Erzengel Michael | Kalkstein, geweißt, 16. Jahrhundert                    | in der Kirche St-Maurice (Lage) | PM54001542    | Inscrit      | 1996  |      |